# The Lorelais' first day at Chilton
The Lorelais' first day at Chilton es el 2.º episodio de la serie de televisión norteamericana Gilmore Girls.

## Argumento
El primer día de Rory en su nueva escuela, Chilton, empieza con el pie izquierdo, ya que Lorelai la acompaña pero vestida con un atuendo poco común, pues el resto de su ropa estaba sucio. Ese inusual atuendo causa miradas de desaprobación de las otras madres y de la suya, Emily. Lorelai se sorprende de verla en el colegio hablando con el director, y ella le dice que debe preocuparse de todo lo que suceda en la escuela pues ella paga la educación de su nieta. También, Rory no la pasa muy bien, ya que se hace de una enemiga, Paris, que es la mejor alumna de la escuela y que se empieza a sentir amenazada por la inteligencia de Rory. Por otra parte, los vecinos de Lorelai empiezan a llamarla al trabajo para informarle que hay algunos hombres haciendo trabajos en su casa. En efecto, cuando Lorelai llega a su casa, encuentra que hay unos trabajadores que están instalando una línea telefónica para una computadora. Lorelai va en busca de su madre y le dice que deje de meterse en su casa y en su forma de vida, iniciándose una vez más una nueva pelea entre madre e hija por quién será la que pagará en la vida de Rory.

## Curiosidades
- Sean Gunn aparece por primera vez, pero no como Kirk, sino como Mick, uno de los instaladores.
- En la escena donde Lorelai pinta las uñas de los pies de Rory, se observa que cuando Lane llega corriendo con un cd, Rory aparece con un separador de dedos azul, al cambiar la toma desaparece quedando sin nada en el pie como al principio.

- Datos: Q5641930